# Oficirska šola obalne artilerije Jugoslovanske ljudske armade
Oficirska šola obalne artilerije (kratica OŠOA) je bila vojaško-izobraževalna ustanova za specialistično izobraževanje častnikov, ki je delovala v sestavi Jugoslovanske ljudske armade.

## Zgodovina
Šola je bila ustanovljena leta 1946 med splošno reorganizacijo jugoslovanskega vojaškega šolstva. Izobraževanje je trajalo 9 mesecev.
Leta 1955 so šolo ukinili z namenom organizacije vojaških akademij.